# Saint-Martin-sur-le-Pré
Saint-Martin-sur-le-Pré és un municipi francès, situat al departament del Marne i a la regió del Gran Est. L'any 2007 tenia 825 habitants.

## Demografia

### Població
El 2007 la població de fet de Saint-Martin-sur-le-Pré era de 825 persones. Hi havia 347 famílies, de les quals 88 eren unipersonals (24 homes vivint sols i 64 dones vivint soles), 123 parelles sense fills, 108 parelles amb fills i 28 famílies monoparentals amb fills.
La població ha evolucionat segons el següent gràfic:
Habitants censats

### Habitatges
El 2007 hi havia 363 habitatges, 351 eren l'habitatge principal de la família, 1 era una segona residència i 11 estaven desocupats. 334 eren cases i 24 eren apartaments. Dels 351 habitatges principals, 281 estaven ocupats pels seus propietaris, 55 estaven llogats i ocupats pels llogaters i 15 estaven cedits a títol gratuït; 13 tenien una cambra, 9 en tenien dues, 18 en tenien tres, 72 en tenien quatre i 239 en tenien cinc o més. 301 habitatges disposaven pel capbaix d'una plaça de pàrquing. A 148 habitatges hi havia un automòbil i a 175 n'hi havia dos o més.

### Piràmide de població
La piràmide de població per edats i sexe el 2009 era:
| Homes | Edats   | Dones |
| ----- | ------- | ----- |
| 0     | 95 o +  | 0     |
| 4     | 90 a 94 | 0     |
| 4     | 85 a 89 | 4     |
| 4     | 80 a 84 | 8     |
| 8     | 75 a 79 | 12    |
| 24    | 70 a 74 | 24    |
| 28    | 65 a 69 | 32    |
| 28    | 60 a 64 | 36    |
| 36    | 55 a 59 | 12    |
| 24    | 50 a 54 | 28    |
| 36    | 45 a 49 | 60    |
| 48    | 40 a 44 | 24    |
| 40    | 35 a 39 | 44    |
| 12    | 30 a 34 | 20    |
| 12    | 25 a 29 | 8     |
| 32    | 20 a 24 | 12    |
| 56    | 15 a 19 | 28    |
| 48    | 10 a 14 | 16    |
| 32    | 5 a 9   | 20    |
| 16    | 0 a 4   | 8     |

## Economia
El 2007 la població en edat de treballar era de 520 persones, 376 eren actives i 144 eren inactives. De les 376 persones actives 346 estaven ocupades (184 homes i 162 dones) i 30 estaven aturades (13 homes i 17 dones). De les 144 persones inactives 47 estaven jubilades, 70 estaven estudiant i 27 estaven classificades com a «altres inactius».

### Ingressos
El 2009 a Saint-Martin-sur-le-Pré hi havia 346 unitats fiscals que integraven 817 persones, la mediana anual d'ingressos fiscals per persona era de 22.756 €.

### Activitats econòmiques
Dels 149 establiments que hi havia el 2007, 1 era d'una empresa alimentària, 2 d'empreses de fabricació de material elèctric, 10 d'empreses de fabricació d'altres productes industrials, 24 d'empreses de construcció, 41 d'empreses de comerç i reparació d'automòbils, 14 d'empreses de transport, 7 d'empreses d'hostatgeria i restauració, 5 d'empreses d'informació i comunicació, 11 d'empreses financeres, 6 d'empreses immobiliàries, 18 d'empreses de serveis, 4 d'entitats de l'administració pública i 6 d'empreses classificades com a «altres activitats de serveis».
Dels 28 establiments de servei als particulars que hi havia el 2009, 3 eren tallers de reparació d'automòbils i de material agrícola, 1 taller d'inspecció tècnica de vehicles, 1 paleta, 3 guixaires pintors, 3 fusteries, 11 lampisteries, 2 electricistes, 1 empresa de construcció, 1 perruqueria, 1 restaurant i 1 agència immobiliària.
Dels 2 establiments comercials que hi havia el 2009, 1 era un hipermercat i 1 un supermercat.
L'any 2000 a Saint-Martin-sur-le-Pré hi havia 15 explotacions agrícoles que ocupaven un total de 1.107 hectàrees.

## Equipaments sanitaris i escolars
L'únic equipament sanitari que hi havia el 2009 era una farmàcia.
El 2009 hi havia una escola elemental.

## Poblacions més properes
El següent diagrama mostra les poblacions més properes.